# José Augusto (futebolista)
José Augusto Pinto de Almeida, conhecido apenas como José Augusto MPIH (Barreiro, 13 de Abril de 1937), é um ex-jogador de futebol do Benfica e da Seleção Portuguesa. Após a sua carreira como jogador, foi treinador das seleções portuguesas de futebol masculino e feminino e, a nível de clubes, treinou o Benfica e outros clubes em Portugal e na Espanha.[carece de fontes?]

## Carreira

### Jogador
Foi na velhinha e prestigiada equipa do Barreiro que José Augusto nasceu para o futebol e revelou grandes qualidades. Em 1959, o Benfica ganhou a corrida ao seu concurso. Ao longo de onze épocas no clube lisboeta, conquistou 8 Campeonatos Nacionais, 3 Taças de Portugal e 2 Taças dos Clubes Campeões Europeus, marcando 174 golos em 369 jogos. Com presença em cinco finais da Taça dos Clubes Campeões Europeus, foi totalista nas campanhas europeias vitoriosas do Benfica, com 11 golos apontados.
Jogava bem colado à linha, centrando de forma perfeita. Possuía uma visão exemplar do jogo e da movimentação dos colegas, revelando ainda uma apetência especial para marcar golos de cabeça.
Entre 1958 e 1968, foi internacional português por 45 vezes (duas pelo Barreirense e 43 pelo Benfica), marcando 9 golos. Integrou a Selecção de Portugal no Campeonato do Mundo de Futebol de 1966, em Inglaterra, onde a equipa das quinas alcançou o terceiro lugar, a sua melhor participação de sempre. Seria mesmo uma das peças fundamentais na saga dos "Magriços", com três golos marcados. Totalista na campanha do Mundial de 1966, realizou todos os jogos das fases de apuramento e final.
A 19 de Dezembro de 1966 recebeu a Medalha de Prata da Ordem do Infante D. Henrique.
Terminou os seus dias na Selecção após o Grécia-Portugal de 1968 - o jogo em que muitas grandes figuras se despediram da equipa nacional -, passando quase de seguida à função de treinador. Com um registo de nove golos, coube-lhe por sete vezes a braçadeira de "capitão".
Poucos indivíduos estiveram envolvidos em tantos momentos históricos do futebol português, nas funções de jogador ou treinador, como José Augusto.

### Treinador
Orientou o Benfica em 1969/70, tendo ganho uma Taça de Portugal. Foi também Seleccionador Português.
Dirigiu Portugal entre Março de 1972 e Novembro de 1973.  A Selecção participou na Minicopa de 1972, no Brasil, chamada oficialmente Taça Independência. Neste pequeno "Mundial", conduziu Portugal até à final.
O seu saldo como técnico da Selecção principal é bastante positivo: em 15 jogos conseguiu nove vitórias, quatro empates e duas derrotas.
Integrou a Comissão Técnica que orientou a Selecção Nacional no Europeu de 1984, competição em que Portugal alcançou um brilhante terceiro lugar.
Entre 2004 e 2007, dirigiu a Selecção feminina de Portugal.
Para além disso, treinou os seguintes clubes: em Portugal, o Vitória de Setúbal, o FC Barreirense, o Portimonense SC, o SC Farense e o FC Penafiel; em Espanha, o CD Logroñés; e, em Marrocos, o Kawkab Marrakech e o FUS de Rabat.

## Títulos
Jogador
Benfica
- Primeira Liga: 1959–60, 1960–61, 1962–63, 1963–64, 1964–65, 1966–67, 1967–68, 1968–69
- Taça de Portugal: 1961–62, 1963–64, 1968–69
- Liga dos Campeões: 1960–61, 1961–62

Treinador
Benfica
- Taça de Portugal: 1969–70